# Др (филм из 1962)
Др је југословенски филм из 1962. године. Снимљен је у црно-белој техници. Режисер је била Соја Јовановић док су сценарио прилагодили Вук Бабић и Дејан Ђуровић.
Филм је снимљен по мотивима комедије Бранислава Нушића „Др“.

## Радња
У моменту када је београдски индустријалац Живота Цвијовић сањао о томе да свога сина Милорада, доктора филозофије, ожени кћерком министра транспорта, добија телеграм од Милорадовог професора из Хајделберга, који жели да га посети. Незгода је у томе што је, у ствари Велимир, сиромашан студент, којег је финансирао Живота, студирао под Милорадовим именом, и добио докторску диплому. После низа бурних компликација очајни отац схвата да наука не може да се купи новцем.

## Улоге
| Глумац                   | Улога               |
| ------------------------ | ------------------- |
| Миливоје Живановић       | Живота Цвијовић     |
| Мија Алексић             | Ујка Благоје        |
| Беба Лончар              | Славка Цвијовић     |
| Велимир Бата Живојиновић | Др Милорад Цвијовић |
| Каја Игњатовић           | Мара Цвијовић       |
| Петар Словенски          | Велимир Павловић    |
| Мариса Мел               | Клара               |
| Борко Алексић            | Пепика              |
| Љубинка Бобић            | Госпођа Драга       |
| Ханс Нилсен              | Др Рајсер           |
| Михајло Бата Паскаљевић  | Сима                |
| Радмила Савићевић        | Сојка               |
| Оливера Марковић         | Певачица у бару     |
| Бранка Митић             | служавка            |
| Милка Газикаловић        |                     |
| Анка Врбанић             |                     |
| Марица Поповић           |                     |
| Зорица Лозић             |                     |
| Ренилда Паскаљевић       |                     |
| Ирена Киш                |                     |
| Ксенија Цонић            |                     |

## Награде
- Бата Живојиновић је за улогу ”др Милорада Цвијовића” у овом филму, заједно са улогом ”Шорге” у филму Козара, добио своју прву у филмску награду - Сребрну арену, на Фестивалу југословенског филма у Пули.